# فيليكس إيفرسن
فيليكس إيفرسن (بالألمانية: Felix Christian Herbert Iversen)‏ هو رياضياتي فنلندي، ولد في 22 أكتوبر 1887 في لوبيك في ألمانيا، وتوفي في 31 يوليو 1973 في هلسنكي في فنلندا.